# Rudolf Kippenhahn
Rudolf Kippenhahn (Pernink, 24 maggio 1926 – Gottinga, 15 novembre 2020) è stato un astrofisico e scrittore tedesco.

## Alcune pubblicazioni
- (EN) R. Kippenhahn, A. Weigert e A. Weiss, Stellar Structure and Evolution, Berlin, Springer, 2012, DOI:10.1007/978-3-642-30304-3, ISBN 978-3-642-30255-8. URL consultato il 27 agosto 2021 (archiviato dall'url originale il 27 agosto 2021).
- (EN) R. Kippenhahn e C. Moellenhoff, Elementary Plasma Physics, Mannheim, Bibliographic Institute, 1975.

## Premi
- 1992 Medaglia Bruno H. Bürgel
- 2005 Medaglia Eddington
- 2007 Medaglia Karl Schwarzschild